# Wierchnij Kużebar
Wierchnij Kużebar (ros. Верхний Кужебар) – wieś (sieło) w Rosji, w Kraju Krasnojarskim, w rejonie karatuzskim. W 2010 liczyła 956 mieszkańców.